# Chlopsidae
I Chlopsidae sono una famiglia di pesci ossei appartenenti all'ordine Anguilliformes.

## Distribuzione
Sono presenti in tutti gli oceani soprattutto nelle fasce tropicali e subtropicali. Nel mar Mediterraneo è presente la specie Chlopsis bicolor, molto rara sulle coste italiane.
Sono tutti marini e bentonici.

## Descrizione
Hanno l'aspetto tipico degli anguilliformi, serpentiforme e con un'unica pinna impari lungo tutto il corpo. La linea laterale si estende solo nella regione della testa. Le pinne pettorali sono presenti solo in alcune specie. Privi di scaglie.  Dimensioni di solito piccole.

## Biologia
Poco nota.

## Tassonomia
Il nome Xenocongridae è un sinonimo spesso utilizzato anche in pubblicazioni recenti.

## Specie
- Genere Boehlkenchelys
  - Boehlkenchelys longidentata
- Genere Catesbya
  - Catesbya pseudomuraena
- Genere Chilorhinus
  - Chilorhinus platyrhynchus
  - Chilorhinus suensonii
- Genere Chlopsis
  - Chlopsis bicollaris
  - Chlopsis bicolor
  - Chlopsis bidentatus
  - Chlopsis dentatus
  - Chlopsis kazuko
  - Chlopsis longidens
  - Chlopsis olokun
  - Chlopsis slusserorum
- Genere Kaupichthys
  - Kaupichthys atronasus
  - Kaupichthys brachychirus
  - Kaupichthys diodontus
  - Kaupichthys hyoproroides
  - Kaupichthys japonicus
  - Kaupichthys nuchalis
- Genere Powellichthys
  - Powellichthys ventriosus
- Genere Robinsia
  - Robinsia catherinae
- Genere Thalassenchelys
  - Thalassenchelys foliaceus
  - Thalassenchelys foliaceus
- Genere Xenoconger
  - Xenoconger fryeri